# Joan Capdevila
Joan Capdevila Méndez (Tàrrega, 3 de fevereiro de 1978) é um ex-futebolista espanhol que atuava como lateral-esquerdo.

## Carreira
Por clubes, Capdevila teve boas passagens por Deportivo La Coruña e Villarreal. Pelas categorias de base da Espanha, esteve nas Olimpíadas de 2000 e conquistou a medalha de prata. O auge da sua carreira foi pela Seleção Espanhola principal, quando conquistou a Euro 2008, realizada na Áustria e na Suíça, e a Copa do Mundo de 2010, realizada na África do Sul, onde foi titular nas sete partidas.

## Títulos
Deportivo La Coruña
- Supercopa da Espanha: 2000 e 2002
- Copa do Rei: 2001–02

Benfica
- Taça da Liga: 2011–12

Seleção Espanhola Sub-21
- Eurocopa Sub-21: 1998

Seleção Espanhola
- Eurocopa: 2008
- Copa do Mundo FIFA: 2010